# Asociación Brasileña de Lesbianas, Gays, Bisexuales, Travestis, Transexuales e Intersex
La Associação Brasileira de Gays, Lesbicas, Bisexuals, Travestis, Transexuals e Intersexos (ABGLT) es una organización brasileña creada el 31 de enero de 1995 con el objetivo y la misión de «promover acciones que garanticen la ciudadanía y los derechos humanos de lesbianas, gays, bisexuales, travestis, transexuales e intersex, contribuyendo a la construcción de una sociedad democrática, en la que ninguna persona sea objeto de forma alguna de discriminación, coacción y violencia, por razón de su orientación sexual e identidad de género». ABGLT fue creada por 31 grupos fundadores y es una red nacional de 274 organizaciones afiliadas, lo que la convierte en la organización más grande de su tipo en América Latina.
El 27 de julio de 2009, ABGLT recibió estatus consultivo ante el Consejo Económico y Social de las Naciones Unidas, mediante una votación donde obtuvo 25 votos a favor y 12 en contra. Con dicho reconocimiento, la entidad podrá actuar como consultora de los gobiernos, así como experta técnica ante la ONU, colaborando con sus programas y objetivos. A principios de 2009, el mismo consejo había rechazado la demanda. En 2017, ABGLT tiene una travesti, por primera vez, en la presidencia organizacional. En el mismo año, la organización incluye la intersexualidad en el nombre institucional, incluso sin agregar la letra "I" en la inicial.

## Objetivos
Actualmente, las líneas de acción prioritarias de ABGLT incluyen:
- Seguimiento del Programa Brasil Sin Homofobia;
- Combatir la homofobia en las escuelas;
- La lucha contra el SIDA y otras infecciones de transmisión sexual;
- Orientación Sexual y Derechos Humanos en el Mercosur ;
- Reconocimiento de la Orientación Sexual y la Identidad de Género como Derechos Humanos en el Mercosur;
- Abogacía para la aprobación de leyes y garantía presupuestaria para políticas afirmativas dirigidas a LGBT;
- Capacitación de líderes lesbianas en derechos humanos y defensa;
- La promoción de oportunidades de trabajo y seguridad social para travestis y transexuales;
- Formación de operadores jurídicos en temas de ciudadanía LGBT;
- Formación en proyectos culturales LGBT.

Algunas de estas líneas de trabajo están respaldadas por proyectos específicos que lleva a cabo ABGLT, a través de organizaciones afiliadas.